# Раш-Сіті (Міннесота)
Раш-Сіті (англ. Rush City) — місто (англ. city) в США, в окрузі Чисаго штату Міннесота. Населення — 3228 осіб (2020).

## Географія
Раш-Сіті розташований за координатами 45°41′15″ пн. ш. 92°57′55″ зх. д. / 45.68750° пн. ш. 92.96528° зх. д. (45.687442, -92.965303).  За даними Бюро перепису населення США в 2010 році місто мало площу 11,18 км², з яких 11,00 км² — суходіл та 0,18 км² — водойми.

## Демографія
Згідно з переписом 2010 року, у місті мешкало 3079 осіб у 844 домогосподарствах у складі 524 родин. Густота населення становила 275 осіб/км².  Було 908 помешкань (81/км²).
Расовий склад населення:
| - 80,5 % — білих - 13,2 % — чорних або афроамериканців - 4,0 % — корінних американців - 1,3 % — азіатів |

До двох чи більше рас належало 0,8 %. Частка іспаномовних становила 2,5 % від усіх жителів.
За віковим діапазоном населення розподілялося таким чином: 17,8 % — особи молодші 18 років, 72,1 % — особи у віці 18—64 років, 10,1 % — особи у віці 65 років та старші. Медіана віку мешканця становила 33,6 року. На 100 осіб жіночої статі у місті припадало 184,8 чоловіків;  на 100 жінок у віці від 18 років та старших — 212,2 чоловіків також старших 18 років.
Середній дохід на одне домашнє господарство  становив 58 483 долари США (медіана — 42 629), а середній дохід на одну сім'ю — 74 032 долари (медіана — 62 976). Медіана доходів становила 52 386 доларів для чоловіків та 33 500 доларів для жінок. За межею бідності перебувало 8,7 % осіб, у тому числі 6,9 % дітей у віці до 18 років та 6,0 % осіб у віці 65 років та старших.
Цивільне працевлаштоване населення становило 987 осіб. Основні галузі зайнятості: освіта, охорона здоров'я та соціальна допомога — 35,4 %, виробництво — 18,4 %, роздрібна торгівля — 11,0 %, транспорт — 8,2 %.